# Coralliophaga coralliophaga
Coralliophaga coralliophaga är en musselart som först beskrevs av Gmelin 1791.  Coralliophaga coralliophaga ingår i släktet Coralliophaga och familjen Trapezidae. Inga underarter finns listade i Catalogue of Life.